# جعفرلی (گدابیگ)
جعفرلی(به ترکی آذربایجانی: Cəfərli) یک منطقه مسکونی در جمهوری آذربایجان است که در شهرستان گدابیگ واقع شده‌است. جعفرلی ۳۹۱ نفر جمعیت دارد.